# Teodora Mareș
Teodora Mareș (n. 27 octombrie 1962, Buzău) este o actriță română de teatru și film.

## Viața
Se naște la Buzău pe 27 octombrie 1962. Își petrece prima parte a copilăriei la bunicii din partea mamei, în Rușavăț, un sat din județul Buzău, neelectrificat la acea vreme. La vârsta de 7 ani este luată de mama sa la Brăila, unde urmează școala generală și practică sport de performanță (atletism). A absolvit Școala Generală nr. 15 din Buzău în 1977. Începe liceul la Ploiești, la o clasă cu profil sportiv, dar clasa se desființează după clasa a X-a. Urmează treapta a II-a de liceu la Brăila, la Liceul de Construcții, clasa de Arhitectură, Sistematizare și Desen Tehnic, din Brăila, pe care îl absolvă în anul 1981.

## Studii teatrale
Inițial dorind să studieze medicina, este atrasă spre teatru ca urmare a unei conjuncturi care o determină să urmeze cursuri de teatru în timpul liceului, la Brăila.  După terminarea liceului, în 1981, dă examen la Institutul de Teatru din Târgu Mureș, unde nu este admisă. Se angajează în corpul de ansamblu al Teatrului Maria Filotti din Brăila. În anul 1982 dă din nou examen de admitere la Institutul de Teatru din Târgu Mureș, dar este respinsă și de această dată. În 1983 dă examen de admitere la IATC București, unde este admisă prima. În primii doi ani este studentă la actorie în clasa condusă de marele actor și profesor Octavian Cotescu. Acesta se stinge din viață când Teodora Mareș trece în anul trei. Ultimii doi ani de institut îi urmează sub îndrumarea regizorului și actorului Gelu Colceag. A absolvit Facultatea de Actorie în 1987.
În 1985, în timpul studenției, este distribuită în rolul Ioana Popa din celebrul film Declarație de dragoste, în regia lui Nicolae Corjos, și  în Extemporal la dirigenție (1987), rol care îi va aduce notorietate și un premiu de interpretare, influențându-i cariera artistică. Ulterior, Teodora Mareș va juca în numeroase alte filme.Tot în timpul studenției a mai jucat rolul Polina din filmul Moromeții (1986).

## Cariera artistică

### Cariera teatrală
După absolvirea facultății este repartizată la Teatrul de Stat din Sfântu Gheorghe, pe scena căruia joacă în perioada 1987-1990. Efectuează numeroase turnee cu trupa teatrului și interpretează următoarele roluri:
- Lisette, în Căsătorie prin concurs, de Carlo Goldoni, regia Mihai Dobre
- Estrella, în Noaptea la Madrid, după Calderón de la Barca
- Bianca, în Îmblânzirea Scorpiei, de William Shakespeare, regia Mircea Cornișteanu
- Băiatul de prăvălie, în Asta-i ciudat, adaptare după Miron Radu Paraschivescu, regia Gelu Colceag

În 1990 se transferă la Teatrul Municipal din Ploiești, pentru o scurtă perioadă, jucând în piesa Victimele datoriei, de Eugen Ionescu, în regia lui Mircea Albulescu.
Între 1990-1994 se transferă la Teatrul Nottara din București, unde este distribuită și interpretează următoarele roluri:
- Maria Poțiekalnikova, în Sinucigașul de Nikolai Erdman, regia Cornel Mihalache, 1991
- Lucille, în Burghezul gentilom, de Molière,  regia Alexandru Dabija
- Maria, în Regele moare de Eugen Ionescu, regia Dominic Dembinski
- Ofelia, în Actori și trădători (Rosencrantz și Guildenstern sunt morți) de Tom Stoppard, regia Tudor Mărăscu

În 1994, după o perioadă de 2 ani în care nu mai este distribuită în nici un rol, se transferă la Teatrul Național I.L. Caragiale din București, pe scena căruia joacă și în prezent. Aici interpretează următoarele roluri:
- Carol, în Orfeu în infern de Tennessee Williams, regia Mihai Manolescu
- Ioana, în Anton Pann, de Lucian Blaga, regia Dan Micu
- Jean,  în Cabotinul de John Osborne,  regia Alice Barb, 1997
- O bacantă, în Bacantele, după Euripide, regia Mihai Măniuțiu
- Armande, în Femeile savante, de Molière, regia Lucian Giurchescu
- Vilma, în Ispita, de Vaclav Havel, regia Mihai Manolescu, 2002
- Eva, în Sonată pentru saxofon și Eva, de Eugen Șerbănescu, regia Mihai Manolescu, 2004. A mai interpretat rolul Jutsuko în spectacolul cu piesa Iubiri interzise de Yukio Mishima

- Dr. Deseară în Spitalul special de Iosif Naghiu, 2010
- Celestine, în Dineu cu proști de Francis Veber, 2013
- Elefteria din Dumnezeu se îmbracă de la second hand, de Cristian Mungiu, 2014[2]

În anul 2007, în calitate de colaborator, joacă pe scena Teatrului Național din Constanța în piesa polițistă Opt femei a lui Robert Thomas, regizată de Răsvana Cernat.

### Cariera cinematografică
Debutează în film cu rolul Ioana Popa din Declarație de dragoste, încă din timpul facultății. Joacă în următoarele filme:
- Declarație de dragoste (1985)
- Încrederea (1986)
- Moromeții (1987)
- Extemporal la dirigenție (1988)
- În fiecare zi mi-e dor de tine (1988)
- Miracolul, regia Tudor Mărăscu (1988)
- O vară cu Mara (1989)
- Harababura (1991)
- Îl osândesc jurații, după Gala Galaction, regia Cornel Todea (1991)
- Vacanță de Crăciun, serial TV, regia Olimpia Arghir (1992)
- Cu un pas înainte, serial TV, episodul 6: Trași pe sfoară, rolul: mama Monicăi (2007)
- Coborâm la prima, regia Tedy Necula (2018)

## Premii
- Premiul de interpretare pentru rolul din filmul Declarație de dragoste, la Festivalul de Film de la Costinești, ediția 1985.
- Premiul de interpretare pentru rolul Băiatul de prăvălie din piesa Asta-i ciudat la Festivalul Tânărului Actor de la Costinești, ediția 1987.
- Premiul de creație literar-artistică al UASCR și al revistei Amfiteatru pentru toată activitatea teatrală și cinematografică, 1987.

## Premii și distincții
Președintele României Ion Iliescu i-a conferit artistei Teodora Mareș la 7 februarie 2004 Ordinul Meritul Cultural în grad de Cavaler, Categoria D - "Arta Spectacolului", „în semn de apreciere a întregii activități și pentru dăruirea și talentul interpretativ pus în slujba artei scenice și a spectacolului”.